# University of Information Science and Technology „St. Paul The Apostle”
University of Information Science and Technology "St. Paul The Apostle" (UIST maced. Универзитет за информатички науки и технологии „Св. Апостол Павле“) – północnomacedońska uczelnia publiczna z siedzibą w Ochrydzie. 
University of Information Science and Technology "St. Paul The Apostle" (Uniwersytet Nauk Informatycznych i Technologii) został założony w 2008 roku w Ochrydzie. Jest pierwszą uczelnią w Macedonii Północnej, na której wykłada się wyłącznie w języku angielskim. 
W skład uczelni wchodzą następujące jednostki organizacyjne:
- Wydział Informatyki Stosowanej, Inteligencji Maszynowej i Robotyki
- Wydział Sieci Komunikacyjnych i Bezpieczeństwa Sieciowego
- Wydział Informatyki i Inżynierii
- Wydział Informatyki i Komunikacji
- Wydział Systemów Informacyjnych, Wizualizacji, Multimediów i Animacji